# Histiobranchus
Histiobranchus – rodzaj ryb promieniopłetwych z podrodziny Synaphobranchinae w obrębie rodziny Synaphobranchidae.

## Rozmieszczenie geograficzne
Do rodzaju należą gatunki występujące w wodach Oceanu Atlantyckiego, Oceanu Indyjskiego i Oceanu Spokojnego.

## Morfologia
Długość ciała do 137 cm.

## Systematyka
Rodzaj zdefiniował w 1883 roku amerykański ichtiolog i teriolog Theodore Nicholas Gill, w artykule poświęconym opisowi nowych rodzajów i gatunków głębinowych kręgowców rybopodobnych, opublikowanym w czasopiśmie Proceedings of the United States National Museum. Gatunkiem typowym jest (oznaczenie monotypowe) H. bathybius.

### Etymologia
Histiobranchus: gr. ἱστίον histion ‘żagiel’; βραγχια brankhia ‘skrzela’.

### Podział systematyczny
Do rodzaju należą następujące gatunki:
- Histiobranchus australis (Regan, 1913)
- Histiobranchus bathybius (Günther, 1877)
- Histiobranchus bruuni Castle, 1964